# Austerlitz (pel·lícula de 2016)
Austerlitz és un documental alemany del 2016 escrit i dirigit per Serguí Loznítsia. Es va estrenar fora de competició a la 73a edició del Festival de Cinema de Venècia. Tracta de l'Holocaust observant els visitants dels camps de concentració nazis de Sachsenhausen i Dachau. El títol és una aclucada d'ull a la novel·la Austerlitz de W. G. Sebald.
Austerlitz té una puntuació d'aprovació del 91% al lloc web d'agregador de ressenyes Rotten Tomatoes, basada en 11 crítiques, i una puntuació mitjana de 6,83 sobre 10.